# EF-111A渡鸦式电子战飞机
EF-111A渡鸦式电子战飞机（英語：EF-111A "Raven"）为美国通用动力公司和格鲁曼公司以F-111A「土豚」戰鬥轟炸機联合设计研制的電子作戰/電子干擾機，以取代美国空军的B-66毀滅者輕型轟炸機。雖然該機種已有軍方正式代號「渡鴉」，但工作人员和地勤人员經常會仿效其開發基礎機種F-111A之代號「土豚」（Aardvark）的發音方式，而將EF-111A暱稱為“Spark Vark”。
在1998年EF-111A退役後，美國空軍便不再配備專業型電子戰噴射機，需要電戰支援時需申請美國海軍或美國海軍陸戰隊所屬之EA-6B或EA-18G協助。

## 用户

### 美国
美国空军
- 战术空军司令部（英语：Tactical Air Command）(TAC) 1981–1992
- 美国空军空战司令部(ACC) 1992–1998
  - 第20战术战斗机联队（英语：20th Fighter Wing）–上海福德皇家空军基地（英语：RAF Upper Heyford）,英国
    - 第42电子战中队（英语：42d Electronic Combat Squadron） 1984–1992

  - 第27战斗机联队–坎农空军基地,新墨西哥州
    - 第429电子战中队（英语：429th Electronic Combat Squadron） 1992–1998
    - 第430电子战中队（英语：430th Electronic Combat Squadron） 1992–1993

  - 第366战术战斗机联队（英语：366th Fighter Wing）–芒廷霍姆空军基地,爱达荷州
    - 第388电子战中队（英语：388th Electronic Combat Squadron） 1981–1982
    - 第390电子战中队（英语：390th Fighter Squadron） 1982–1992